# Біско (Північна Кароліна)
Біско (англ. Biscoe) — місто (англ. town) в США, в окрузі Монтгомері штату Північна Кароліна. Населення — 1848 осіб (2020).

## Географія
Біско розташоване за координатами 35°21′34″ пн. ш. 79°46′57″ зх. д. / 35.35944° пн. ш. 79.78250° зх. д. (35.359369, -79.782474).  За даними Бюро перепису населення США в 2010 році місто мало площу 5,87 км², уся площа — суходіл.

## Демографія
Згідно з переписом 2010 року, у місті мешкало 1700 осіб у 539 домогосподарствах у складі 382 родин. Густота населення становила 289 осіб/км².  Було 607 помешкань (103/км²).
Расовий склад населення:
| - 50,8 % — білих - 20,5 % — чорних або афроамериканців - 0,8 % — азіатів - 0,2 % — корінних американців - 0,1 % — вихідців з тихоокеанських островів - 26,0 % — осіб інших рас |

До двох чи більше рас належало 1,6 %. Частка іспаномовних становила 35,5 % від усіх жителів.
За віковим діапазоном населення розподілялося таким чином: 29,5 % — особи молодші 18 років, 54,8 % — особи у віці 18—64 років, 15,7 % — особи у віці 65 років та старші. Медіана віку мешканця становила 33,3 року. На 100 осіб жіночої статі у місті припадало 90,6 чоловіків;  на 100 жінок у віці від 18 років та старших — 84,7 чоловіків також старших 18 років.
Середній дохід на одне домашнє господарство  становив 37 784 долари США (медіана — 27 236), а середній дохід на одну сім'ю — 47 843 долари (медіана — 38 281). Медіана доходів становила 31 516 доларів для чоловіків та 21 800 доларів для жінок. За межею бідності перебувало 25,8 % осіб, у тому числі 34,0 % дітей у віці до 18 років та 12,0 % осіб у віці 65 років та старших.
Цивільне працевлаштоване населення становило 712 осіб. Основні галузі зайнятості: виробництво — 32,0 %, роздрібна торгівля — 20,4 %, освіта, охорона здоров'я та соціальна допомога — 13,8 %, мистецтво, розваги та відпочинок — 11,1 %.